# Ruta Nacional 11 (Argentina)
La Ruta Nacional 11 es una carretera argentina, que une las provincias de Santa Fe, Chaco y Formosa. Se denomina de jure Carretera Juan de Garay, por  Decreto n.º 25.954/44. Desde que nace en la Circunvalación de Rosario hasta que termina, en el Puente internacional San Ignacio de Loyola, en la frontera con Paraguay, recorre 988 km, totalmente pavimentados.
En la Provincia de Formosa se encuentra en construcción la autovía de 80 km entre la intersección con la  Ruta 81 al norte de la Ciudad de Formosa y la localidad de General Lucio V. Mansilla en las costas del río Bermejo frontera con la Provincia del Chaco. en la Provincia del Chaco se está construyendo autovía entre el límite de la Provincia de Formosa y Resistencia. Por otra parte, desde el ingreso hasta la salida del ejido municipal de Resistencia, la ruta se convierte en autovía y toma el nombre de Avenida de la Democracia, conectando los principales ingresos de la ciudad. Esta obra fue inaugurada en el año 2023 por el entonces Gobernador Jorge Capitanich y el entonces Presidente de la Nación Alberto Fernández.
En su recorrido conecta tres capitales provinciales (Santa Fe de la Veracruz, Resistencia y Formosa), con uno de los aglomerados urbanos más poblados del país (Rosario) y teniendo en cuenta las conexiones viales de dos de esas capitales con la Mesopotamia y su alcance hasta la frontera con Paraguay, permite la conexión con dos capitales provinciales más (Paraná y Corrientes) y una capital nacional (Asunción del Paraguay).

## Generalidades
- En su primer tramo discurre paralela a la margen derecha del río Paraná desde la ciudad de Rosario en el sur hasta la confluencia de los ríos Paraná y Paraguay en el norte.[cita requerida]
- Posteriormente discurre paralela a la margen derecha del río Paraguay desde la confluencia de los ríos Paraná y Paraguay en el sur hasta la ciudad de Clorinda en el norte.[cita requerida]
- Entre las ciudades de Rosario y Santa Fe la AP 01  constituye una alternativa más rápida que esta ruta en el tramo.[cita requerida] Esta autopista se encuentra a pocos kilómetros al oeste de la ruta 11.
- [cita requerida] En el mismo sentido, en el tramo que une a la Ciudad de Santa Fe, con la Ciudad de Reconquista, la Ruta Provincial n.º 1 constituye una alternativa más directa respecto a la Nacional 11, ya que en este tramo la ruta nacional recorre la Provincia de Santa Fe efectuando varios tramos sinuosos en comparación con la provincial que discurre paralela al Río Paraná. [cita requerida] Sin embargo, aun con esta alternativa la Ruta 11 resulta ser la opción más segura, debido a las irregularidades y problemas de infraestructura presentes en la ruta provincial. Sin embargo a pesar de ello en la ruta 11 ocurriría una tragedia casi doce años después de la muerte de Monzón: la tragedia del Colegio Ecos de Buenos Aires (ver más adelante).
- En 2019 quedó inaugurado el primer tramo de 20 km de autovía en la Provincia de Formosa entre Tatané y San Hilario.[cita requerida]

## Distancias y ciudades
La siguiente tabla muestra las distancias atravesadas por la Ruta Nacional 11 en cada una de las provincias, y algunas ciudades por las cuales pasa.
| Provincia | Desde   | Hasta   | Longitud | Pasa por                                                           |
| --------- | ------- | ------- | -------- | ------------------------------------------------------------------ |
| Santa Fe  | km 314  | km 930  | 616 km   | Rosario, Granadero Baigorria, San Lorenzo, Santa Fe y Reconquista. |
| Chaco     | km 931  | km 1103 | 182 km   | Resistencia, Colonia Benítez, Margarita Belén, Puerto Eva Perón.   |
| Formosa   | km 1103 | km 1294 | 191 km   | General Lucio V. Mansilla, Formosa y Clorinda                      |

## Ciudades
Las ciudades y pueblos por los que pasa esta ruta de sur a norte son los siguientes (los pueblos entre 500 y 5.000 hab. figuran en itálica).

### Provincia de Santa Fe
Recorrido: 616 km (km 314 a 930)
- Departamento Rosario: Rosario, Granadero Baigorria (km 314-317)
- Departamento San Lorenzo: Capitán Bermúdez (km 319-322), Fray Luis Beltrán (km 322-327), San Lorenzo (km 327-332), Puerto General San Martín (km 333) y Timbúes (km 339).
- Departamento Iriondo: Oliveros (km 351-352).
- Departamento San Jerónimo: Maciel (km 365-366), Monje (km 377-378), Barrancas (km 391-392), San Fabián (km 402), Arocena (km 409-410), Coronda (km 421-423) y Desvío Arijón (km 434-435).
- Departamento La Capital: Sauce Viejo (km 447), Santo Tomé (km 459-462), Santa Fe (km 465-476), Recreo (km 484-485), Gobernador Candioti (km 495), Nelson (km 510), Llambi Campbell (km 519) y Emilia (km 532).
- Departamento San Justo: Videla (km 548), San Justo (km 565-568), Ramayón (km 583), Marcelino Escalada (km 594), Gobernador Crespo (km 619), La Criolla (km 635), Vera y Pintado (km 645) y Pedro Gómez Cello (km 657).
- Departamento Vera: Calchaquí (km 673-675), Margarita (km 697) y Vera (km 722)
- Departamento San Javier: Paraje Las Catalinas (km 743). No hay localidades de más de 500 hab.
- Departamento General Obligado: Malabrigo (km 748), Berna (km 763), Reconquista (km 788-790), Avellaneda (km 791-792), Guadalupe Norte (km 815), Las Garzas (km 827), El Sombrerito (km 853), Villa Ocampo (km 872), Tacuarendí (km 885), San Antonio de Obligado (km 888), Las Toscas (km 890-892), El Rabón (km 905),  Hardy (km 913) y Florencia (km 927).

### Provincia del Chaco
Recorrido: 182 km (km 931 a 1103)

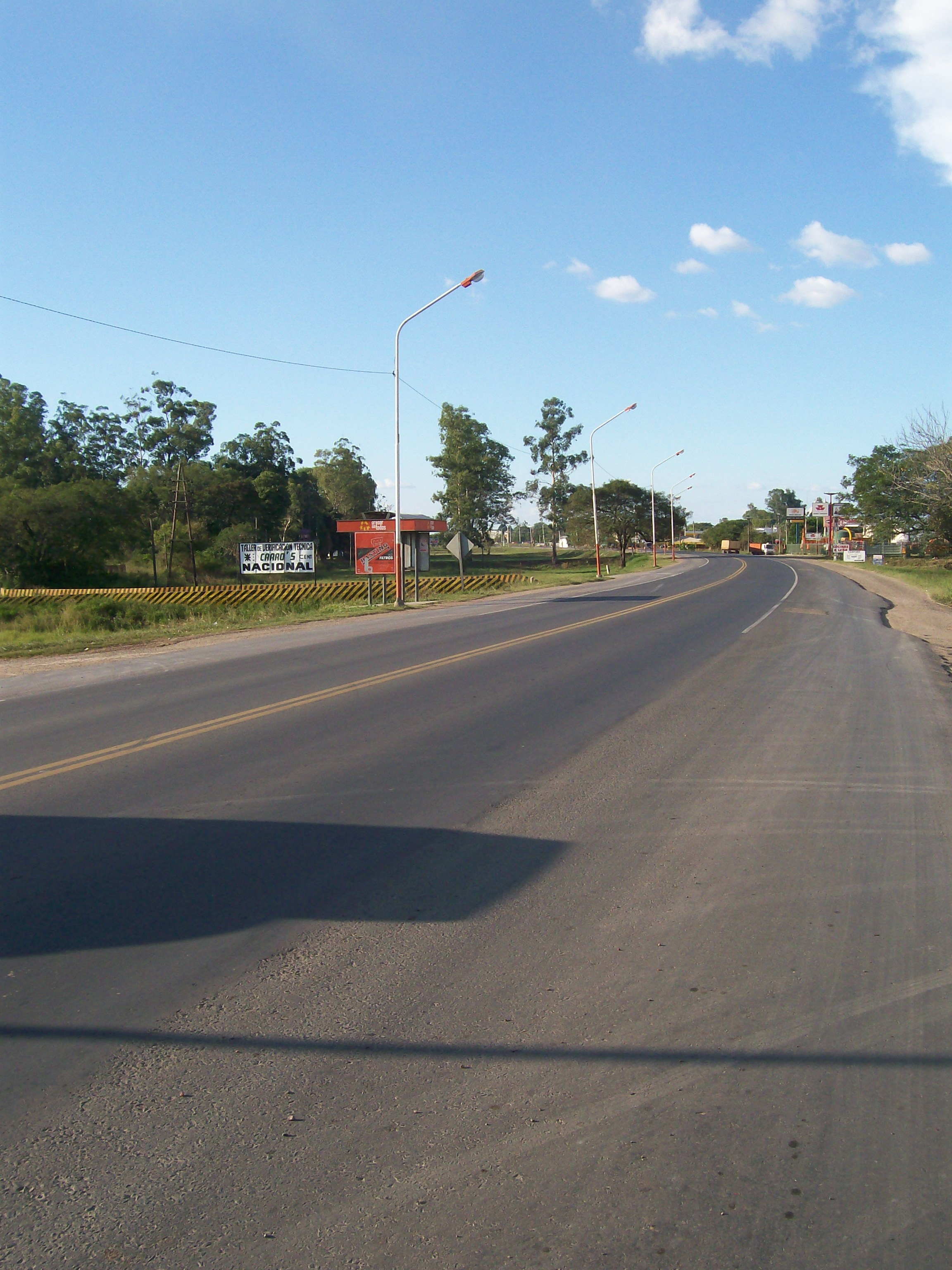
La ruta 11 en su paso por Resistencia.

- Departamento San Fernando: Basail (km 945) y Resistencia (km 1002-1008).
- Departamento Primero de Mayo: Colonia Benítez (km 1013) y Margarita Belén (km 1025)
- Departamento Bermejo: Puerto Eva Perón (km 1102).

### Provincia de Formosa
Recorrido: 192 km (km 1103 a 1294)

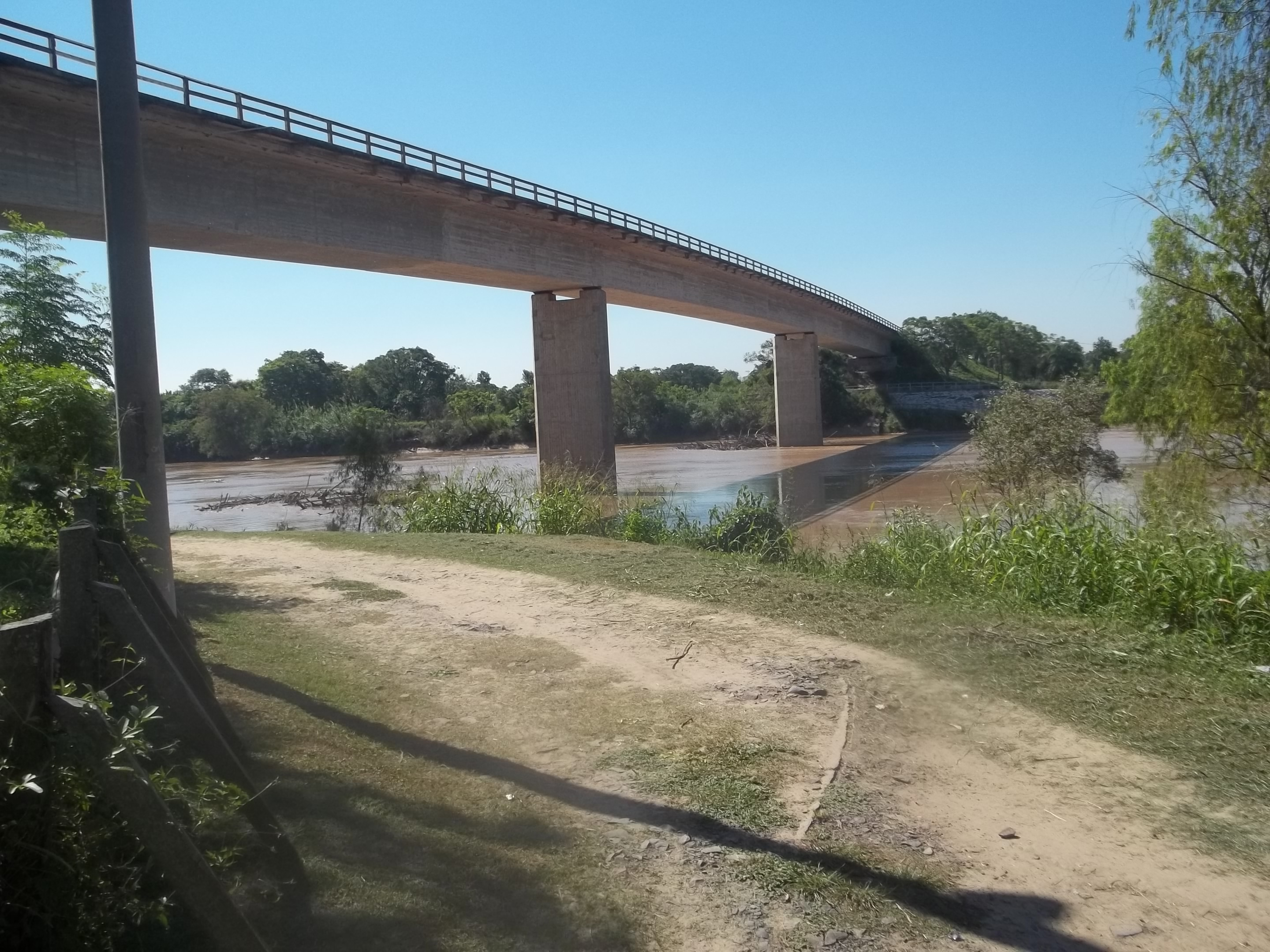
Puente que comunica las provincias del Chaco y Formosa.

- Departamento Laishí: General Lucio V. Mansilla (km 1104) y Tatané (km 1142).
- Departamento Formosa: Formosa (accesos en km 1170 y 1176)
- Departamento Pilcomayo: Clorinda (km 1290-1292)

## Gestión
En 1990 se concesionaron con cobro de peaje las rutas más transitadas del país, dividiéndose éstas en Corredores Viales.
De esta manera, la empresa Servicios Viales se hizo cargo del Corredor Vial número 8, que incluye la Ruta 11 entre los km 326 y 1008, desde el enlace con la Ruta Nacional A012 en San Lorenzo hasta el enlace con la Ruta Nacional 16 en Resistencia, instalando peajes en Nelson (km 607), Reconquista (km 774) y Florencia (km 930).
En 2003 se vencían los contratos de concesión de los Corredores Viales, por lo que se modificó la numeración de los corredores viales y se llamó a nueva licitación.
El Corredor Vial número 3 estaba concesionado a la empresa Vial 3 e incluía a la ruta 11 desde San Lorenzo (km 326) hasta el Arroyo del Rey (km 790) cerca de Reconquista, mientras la Empresa Concesionaria Vial (Emcovial) tenía a su cargo el Corredor Vial número 6 que incluye la ruta 11 entre el arroyo mencionado y el empalme con la Ruta Nacional 16 en Resistencia (km 1008).
En abril del 2010 se hizo cargo una nueva concesión Cinco Vial e incluye el tramo comprendido desde el km 326 al km 1008.
El tramo de 297 km entre el empalme con la Ruta Nacional 16, en Resistencia y el límite con Paraguay se encuentra desde 1995 en el Corredor Vial 28, bajo el sistema de concesión con financiamiento privado, es decir, sin peaje. La fecha de finalización del contrato es en 2008.

## Traza antigua

Cambio de traza de la Ruta Nacional 11.

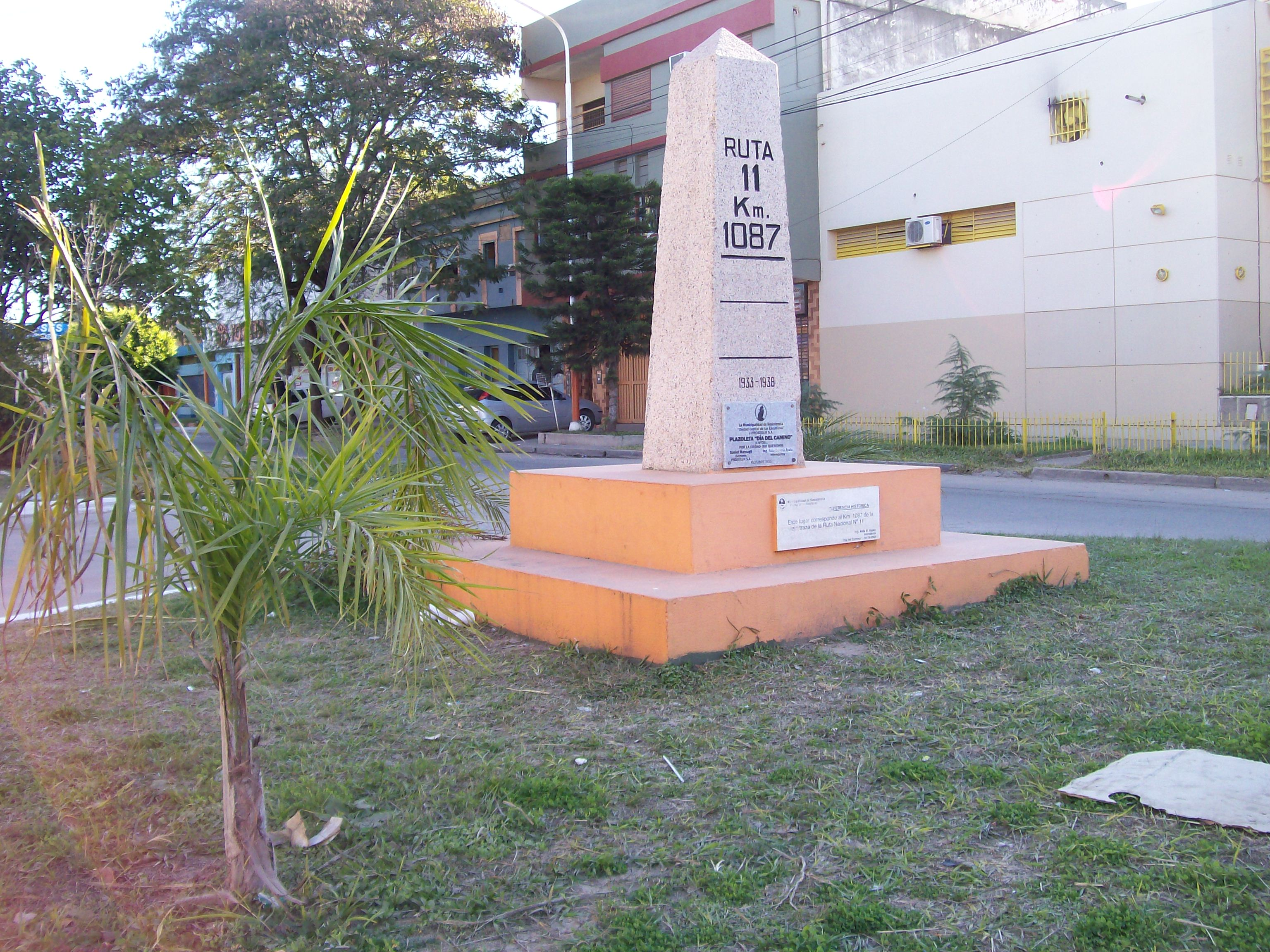
Monolito en la Ciudad de Resistencia, que recuerda la vieja traza del kilómetro 1087 de la Ruta Nacional 11, a aproximadamente 1 km de su traza actual.

La traza original de la Ruta Nacional 11 no coincidía con la actual. En el mapa adjunto se puede apreciar el camino actual en color rojo y el original en verde.
En la Provincia de Santa Fe la ruta pasaba por las ciudades de Vera, Romang y Reconquista. Al pavimentar esta ruta en 1961, la Dirección Nacional de Vialidad optó por un camino directo entre Vera y Reconquista. La traza antigua pasó a jurisdicción provincial: de Vera a Romang se extiende la Ruta Provincial 36, mientras que el tramo restante es parte de la Ruta Provincial 1.
En la provincia del Chaco, el camino se separaba del Río Paraguay hasta llegar a Puerto Zapallar sobre el Río Bermejo, límite natural entre las provincias de Chaco y Formosa. Luego de un cruce en balsa el camino se desviaba hacia el este pasando por Misión Laishí (actualmente San Francisco de Laishí) hasta llegar a la traza actual.
Luego de construir el nuevo camino, el tramo chaqueño de la vieja traza quedó en jurisdicción nacional como Ruta Nacional 90 hasta 1979, momento en que pasó a la órbita provincial como Ruta Provincial 90. En la provincia de Formosa la ex-ruta 11 también formó parte de la Ruta Nacional 90, hasta que se cambió su trazado dirigiéndose hacia el Norte, con lo que este camino se convirtió en la Ruta Provincial 1.
Por otra parte, cuando la ruta ingresaba a la Ciudad de Resistencia, la traza originalmente corría pegada al límite del ejido urbano de la ciudad, que por ese entonces estaba distante a casi 2 kilómetros de la localidad de Fontana. Cuando el ejido urbano de Resistencia se extendió hacia el oeste, llegando a lindar con el ejido de Fontana, la traza de la ruta fue modificada, llevándosela a su posición actual. De esta forma, la Ruta 11 ingresa a Resistencia conectando casi todas las avenidas de ingreso a la ciudad y formando en su intersección con la Avenida 25 de Mayo, el cruce vial conocido como "El Triángulo". Al mismo tiempo, la vieja traza de la Ruta 11 pasó a formar parte del ejido urbano de Resistencia, siendo convertida en la actual Avenida Mac Lean, bautizada en honor al exgobernador de los territorios nacionales del Chaco Austral, Juan Mac Lean.
Al norte de la ciudad de Formosa, el camino original de tierra seguía hacia el noreste por Mojón de Fierro y Villa Dalmacia. La carretera pavimentada se construyó más al oeste. La Dirección Nacional de Vialidad transfirió la vieja traza a la provincia de Formosa mediante un convenio el 12 de agosto de 1977. Dicho camino forma parte de las rutas provinciales 2 y 6.
Luego de llegar a la ciudad de Clorinda, la ruta se desviaba hacia el sudeste con destino a Puerto Pilcomayo, lugar donde partían balsas con destino a Paraguay. Con la construcción del puente San Ignacio de Loyola sobre el Río Pilcomayo, se modificó la traza de esta ruta para que culmine en el límite internacional sobre este puente. Este acceso al puerto sobre el río Paraguay no fue transferido a jurisdicciòn provincial y su denominación actual es Ruta Nacional A011.

## Recorrido
A continuación, se presenta un mapa esquemático de los principales cruces de esta ruta.
|  | RMCONTg |

| RMq | RMIdu | RMq |

| exSTRq | RMKRZ | STRq |

|  | RMTEEaq | STRq |

| exlDAMPF |  | SKRZ-GBUE |  |  |

|  | HST |

|  | RMIdo | STRq |

| exlDAMPF |  | SKRZ-GBUE |  |  |

| STRq | MWNODEl |  |

| STRq | RMKRZ | STRq |

| RMCONTgq | RMq + RM+l | RMr |  |  |

| exSTRq | RMKRZ | STRq |  |  |

| SKRZ-GBUE |  | lDAMPF |

| ABZgl+l | STRq |  |

| WASSERq | WBRÜCKE2 | WASSERq |  |  |

| STRq | ABZgr+r |  |  |  |

| TEEaq | exSTRq |  |

| exSTRq | ABZgr+r |  |  |  |

| HST |

| WASSERq | hKRZWae | WASSERq |  |  |

| ABZgl+l | STRq |  |

|  | STR |

| exSTRq | KRZlr+lr | exSTRq |  |  |

| WASSERq | WBRÜCKE2 | WASSERq |  |  |

| ABZgl+l | STRq |  |

|  | STR |

|  | STRl | BUEq | ABZq+lr | CONTfq |

|  |  |  | ABZgl+l | exSTRq |

|  |  |  | STR |

|  |  |  | ABZgl+l | STRq |

|  |  | WASSERq | WBRÜCKE2 | WASSERq |

|  |  | WASSERq | WBRÜCKE2 | WASSERq |

|  |  |  | ABZgl+l | STRq |

|  |  |  | STR |

|  |  |  | ABZgl+l | exSTRq |

|  |  | WASSERq | WBRÜCKE2 | WASSERq |

|  | exlDAMPF |  | SKRZ-GBUE |  |

|  |  |  | HST |

|  |  |  | STR | FLUGg |

|  |  |  | TEEaq | STRq |

|  |  |  | TEEaq | STRq |

|  |  |  | HST |

|  |  | WASSERq | hKRZWae | WASSERq |

|  |  | RMCONTg | STR |  |

|  | STRq | RMIco | STRr |  |

| exlDAMPF |  | SKRZ-Go |  |  |

|  | RMq | RMIcu | RMCONTfq |  |

|  |  | RM + RMl | RM+r |  |

|  | RMCONTgq | MWNODEl | RM |  |

|  | STRq | RMTEEeq | RM |  |

|  |  | RMTEEaq | RMIdo |  |

|  |  | TEEaq | RMIdo |  |

|  | exSTRq | TEEeq | RM |  |

|  |  | ABZgl+l | RMIco | STRq |

|  |  | HST | RM |  |

|  |  | ABZgl+l | STRr |  |

|  | STR |

|  | ABZgl+l | STRq |

| STRq | TEEeq |  |

|  | STR |

|  | ABZgl+l | STRq |

| STRq | ABZgr+r |  |

|  | STR |

| exSTRq | TEEeq |  |

| exSTRq | KRZ | exSTRq |

| exlDAMPF |  | SKRZ-GBUE |  |  |

|  | STR |

| STRq | KRZlr+lr | STRq |

| WORKS | STR |  |

|  | STR |

|  | HST |

|  | STR |

|  | TEEaq | exSTRq |

|  | STR |

| WASSERq | WBRÜCKE2 | WASSERq |

|  | ABZgl+l | STRq |

|  | ABZgl+l | exSTRq |

| WASSERq | WBRÜCKE2 | WASSERq |

| WASSERq | WBRÜCKE2 | WASSERq |

|  | STR |

| WASSERq | WBRÜCKE2 | WASSERq |

|  | TEEaq | exSTRq |

| WASSERq | WBRÜCKE2 | WASSERq |

| STRq | ABZgr+r |  |

| FLUGg | STR |  |

| STRq | MWNODEl |  |

| STRq | KRZ | CONTfq |

|  | HST |

| WASSERq | WBRÜCKE2 | WASSERq |

|  | HST |

|  | ABZgl+l | exSTRq |

|  | STR |

|  | HST |

| WASSERq | WBRÜCKE2 | WASSERq |

|  | ABZgl+l | exSTRq |

|  | TEEaq | exSTRq |

|  | TEEaq | exSTRq |

| WASSERq | WBRÜCKE2 | WASSERq |

|  | STR |

| WASSERq | WBRÜCKE2 | WASSERq |

|  | TEEaq | exSTRq |

|  | HST |

|  | STR |

|  | HST |

|  | ABZgl+l | exSTRq |

|  | STR |

|  | HST |

| WASSERq | WBRÜCKE2 | WASSERq |

| GRZq | STR+GRZq | GRZq |

|  | STR |

| WASSERq | WBRÜCKE2 | WASSERq |

|  | HST |

| WASSERq | WBRÜCKE2 | WASSERq |

|  | STR |

| WASSERq | WBRÜCKE2 | WASSERq |

|  | STR |

| FLUG | STR |  |

| WASSERq | WBRÜCKE2 | WASSERq |

|  | ABZgl+l | exSTRq |

| WASSERq | hKRZWae | WASSERq |

|  | STR |

| STRq | RMKRZ | exSTRq |

|  | STRq | RMKRZ | STRq | FLUGg |

| RMq | RMKRZ | RMq |

| lDAMPF |  | SKRZ-Go |  |  |

| RMq | RMKRZ | RMq |

| WASSERq | RMoW | WASSERq |

| RMq | MWNODE | RMq |

|  | STR |

| WASSERq | hKRZWae | WASSERq |

| exSTRq | TEEeq |  |

| exSTRq | TEEeq |  |

|  | STR |

| WASSERq | WBRÜCKE2 | WASSERq |

| WASSERq | WBRÜCKE2 | WASSERq |

| WASSERq | WBRÜCKE2 | WASSERq |

|  | ABZgl+l | STRq |

|  | STR |

| exSTRq | ABZgr+r |  |

| WASSERq | WBRÜCKE2 | WASSERq |

| WASSERq | WBRÜCKE2 | WASSERq |

| WASSERq | WBRÜCKE2 | WASSERq |

| WASSERq | hKRZWae | WASSERq |

| WASSERq | WBRÜCKE2 | WASSERq |

|  | STR |

| WASSERq | WBRÜCKE2 | WASSERq |

| WASSERq | WBRÜCKE2 | WASSERq |

| WASSERq | WBRÜCKE2 | WASSERq |

| WASSERq | hKRZWae + GRZq | WASSERq |

|  | HST |

| STRq | MWNODE | STRq |

|  | RM |

| WASSERq | RMoW2 | WASSERq |

| WASSERq | RMoW2 | WASSERq |

|  | RM |

| WASSERq | RMoW2 | WASSERq |

| WASSERq | RMoW2 | WASSERq |

| STRq | MWNODE | STRq |

| WASSERq | RMoW | WASSERq |

|  | RM |

| exSTRq | MWNODE | exSTRq |

| WASSERq | RMoW2 | WASSERq |

| exSTRq | MWNODE | exSTRq |

| WASSERq | RMoW2 | WASSERq |

| FLUGg | MWNODE | exSTRq |

| STRq | MWNODE | STR+r |

|  | CONTf | STR |

|  | CONTgq | KRZo |

|  | CONTgq | MWNODE |

|  | CONTgq | MWNODE |

|  | CONTg | RM |

|  | MWNODEr | RMr |

| STRq | ABZgr+r |  |

|  | ABZgl+l | STRq |

|  | STR |

| WASSERq | WBRÜCKE2 | WASSERq |

| WASSERq | WBRÜCKE2 | WASSERq |

| WASSERq | WBRÜCKE2 | WASSERq |

|  | ABZgl+l | STRq |

|  | STR |

| WASSERq | WBRÜCKE2 | WASSERq |

|  | STR |

| WASSERq | WBRÜCKE2 | WASSERq |

|  | STR |

| WASSERq | WBRÜCKE2 | WASSERq |

| WASSERq | WBRÜCKE2 | WASSERq |

|  | STR |

| STRq | ABZgr+r |  |

| STRq | RMKRZ | exSTRq |

| STRq | MWNODEl |  |

|  | MWNODEr | STRq |

| WASSERq | WBRÜCKE2 | WASSERq |

|  | STR |

|  | STR |

| WASSERq | hKRZWae + GRZq | WASSERq |

|  | STR |

|  | STR |

|  | STR |

## La tragedia del Colegio Ecos de Buenos Aires (2006)
El domingo 8 de octubre de 2006 a las 22:15, a la altura de Margarita, ciudad ubicada doscientos kilómetros al norte de la capital santafesina, un micro en el que viajaban alumnos del secundario del Colegio Ecos de Buenos Aires (ubicado en el barrio porteño de Villa Crespo), que se encontraban regresando a la Capital Federal luego de un viaje solidario que realizaron en la escuela rural El Paraisal de la localidad de Quitilipí, provincia del Chaco, fue embestido de frente por un camión que transportaba cueros, lo cual provocó una tragedia en la que murieron doce personas, los cuales eran 9 alumnos del colegio secundario, una docente, el chofer del camión (el cual se encontraba alcoholizado) y su acompañante. La tragedia conmocionó y enlutó al país por las circunstancias en las que se produjo el accidente fatal y por las víctimas fatales, en su mayoría adolescentes del colegio, por lo que se instituyó posteriormente el 8 de octubre como el "Día del Estudiante Solidario" para recordar a las víctimas de aquel siniestro vial.